# زالتوپروفن
زالتوپروفن (انگلیسی: Zaltoprofen) )نام تجاری Soleton) یک داروی ضدالتهابی غیراستروئیدی (NSAID) است که به عنوان یک ضد درد، تب‌بر و ضدالتهاب به کار می‌رود. این دارو یک مهارکننده انتخابی کوکس۲ است و همچنین واکنش‌های ناشی از برادی‌کینین را بدون انسداد گیرنده‌های برادی‌کینین مهار می‌کند.
استفاده این دارو در ژاپن در سال ۱۹۹۳ تأیید شد.